# Juicio El Vesubio
El juicio El Vesubio es la causa n.º 1487, caratulada “Zeoliti Roberto Carlos y otros", donde se investigan hechos ocurridos en el Centro Clandestino de Detención “El Vesubio”.

## Centro clandestino de detención
Se encontraba en un predio perteneciente al Estado Nacional en el que se había planeado construir el Mercado Central de Buenos Aires (MCBA), el predio fue cedido por un Decreto del Poder Ejecutivo del entonces presidente de facto José María Guido, fechado el 18 de junio de 1962, al  Servicio Penitenciario Federal para tareas de capacitación de agentes penitenciarios.
Estaba ubicado en la intersección de Camino de Cintura y Autopista Gral. Ricchieri, rodeado por dependencias de la Policía de la Provincia de Buenos Aires como la División Cuatrerismo La Matanza, también conocida como "Brigada Güemes", donde tuvo su asiento el CCDTyE conocido como Puente 12, desde noviembre de 1974 hasta mediados de 1977, y más tarde en esa misma dependencia, desde diciembre de ese año hasta agosto de 1978, el CCDTyE denominado El Banco, parte del circuito represivo ABO (Atlético-Banco-Olimpo).
Fue conocido también como “La Ponderosa” cuando comenzó a funcionar a finales de 1975 bajo la órbita del Servicio Penitenciario Federal y se sospecha que comenzó a ser demolido a finales de 1978 con motivo de la visita al país de la Comisión Interamericana de Derechos Humanos. Se encontraba bajo dependencia operacional de la Brigada de Infantería Mecanizada X con asiento en Palermo que estaba subordinada al Comando del Primer Cuerpo de Ejército que encabezaba el general Carlos Guillermo Suárez Mason.

## La causa
En la causa se juzgan 156 privaciones ilegales de la libertad y tormentos ocurridos entre abril de 1976 y septiembre de 1978, así como 17 homicidios agravados entre los que se encuentran los fusilamientos de Monte Grande de mayo de 1977. Más de 75 víctimas de la causa permanecen desaparecidas, entre ellas, el historietista Héctor Oesterheld y el cineasta Raymundo Gleyser.
Declararon 280 testigos, de los cuales 75 fueron sobrevivientes.
Se calcula que por El Vesubio pasaron cerca de 1500 secuestrados pero en los dos juicios que hubo, se juzgaron a doce represores por unas 300 víctimas. En 2011, se condenó a siete represores por más de veinte homicidios y cerca de un centenar de secuestros y torturas. El general Humberto Gamen y el coronel Idelbrando Pascarelli recibieron reclusión perpetua, en tanto los penitenciarios Chemes, Maidana, Zeolitti, Martínez y Erlán recibieron penas de entre 18 y 22 años. Los jueces ordenaron además investigar a los guardias del Servicio Penitenciario y las violaciones y delitos de índole sexual denunciados durante las audiencias. 
Posteriormente, en el Juicio Vesubio II, el tribunal condenó a prisión perpetua al excoronel de Inteligencia Gustavo Adolfo Cacivio, al exjefe del área militar Antonio Minicucci, al exjefe de la Central de Reunión de Información que funcionó en el regimiento de La Tablada, teniente coronel Jorge Raúl Crespi, y al exagente penitenciario Néstor Norberto Cendón, destinado en El Vesubio por el Batallón de Inteligencia 601 del Ejército.

## Imputados
Llegan a juicio oral los siguientes imputados:
- Héctor Humberto Gamen, (a) “Toto”, "Beta”, general retirado del Ejército que se desempeñó como Segundo Comandante de la Brigada de Infantería X, entre los años 1976 y 1977. Se encuentra en libertad.

- Pedro Alberto Durán Sáenz, (a) “Delta”, excoronel, fue jefe del centro clandestino Vesubio entre marzo de 1976 y diciembre de 1977. Cumplió destino en la Brigada de Infantería X en el año 1977, específicamente en la Central de Reunión de Información del Regimiento de Infantería 3 de La Tablada. El 7 de junio de 2011 murió antes de recibir condena, mientras se desarrollaba en Juicio Vesubio I.[3][4]

- Hugo Idelbrando Pascarelli, excoronel del Ejército, se desempeñó como jefe del área 114, donde se encontraba ubicado el Vesubio. Llega a juicio en libertad.

- Ramón Antonio Erlán, (a) “Pancho” o “Don Pancho”, suboficial del Servicio Penitenciario Federal que se desempeñó como guardia en el Vesubio. Se encuentra detenido en el Instituto de detención de la Capital Federal, en Villa Devoto.

- José Néstor Maidana, (a) “Paraguayo” o “Matos”, suboficial del Servicio Penitenciario Federal que se desempeñó como guardia. Se encuentra detenido en el Instituto de detención de la Capital Federal, de Devoto.

- Roberto Carlos Zeoliti, (a) “Sapo” o “Saporiti”, agente del Servicio Penitenciario Federal que también se desempeñó como guardia en el centro clandestino. Se encuentra detenido en el Instituto de detención de la Capital Federal.

- Diego Salvador Chemes, (a) “el Polaco”, alcaide mayor del Servicio Penitenciario Federal, se desempeñó como guardia del Vesubio. También se encuentra detenido en el Instituto de detención de la Capital Federal.

- Ricardo Néstor Martínez, (a) “Pájaro” o “Pajarito”, integrante del Servicio Penitenciario Federal y guardia del centro clandestino. Se encuentra detenido en el Instituto de detención de la Capital Federal.

## Víctimas
Adrian Esteban, Alfaro Elena Isabel, Altamiranda Horacio, Angerosa Blanca Estela, Aragón Álvaro, Arasymiw Manuel, Ares Genoveva, Arias Eduardo Jaime José, Arrigo Roberto Oscar, Ayerdi Cecilia Laura, Balbi Osvaldo Domingo, Barrenat de Martinez Aurora Alicia, Benitez Juan Carlos, Bernat Julian, Bernat María Cristina, Berrozpe Roberto Jorge, Bietti Liliana Mabel, Brea Marta Maria, Capello Jorge Antonio, Carriquiriborde de Rubio Alicia Elena, Casaretto Javier Antonio, Cassano Ofelia Alicia, Castelli Roberto, Cavallo Héctor Hugo, Chavez Alfredo Luis, Chillida Arturo Osvaldo, Ciuffo Daniel Jesús, Contreras Raúl Eduardo, Corazza de Sánchez Silvia Angélica, Córdoba Pablo Marcelo, Cristina Roberto Luis, Curto Campanella Lidia, Dascal Guillermo Horacio, Dauthier Francoise Marie, De Cristofaro Luis Eduardo, De Lorenzo Carlos Alberto, de Raffaelli Silvia, Dellatorre Graciela Alicia, Di Salvo de Kierman Ana Maria, Diaz Salazar Luis Miguel, Diez Mirta, Dunayevich Gabriel Eduardo, Endolz de Luciani Alicia Ramona, Fabri Luis Alberto, Falcone Norma Raquel, Farias Jorge Omar, Farías Juan, Farias Juan Carlos, Feldman Laura Isabel, Fernandez Alvarez Noemí, Fernandez Faustino Jose Carlos, Fernandez Maria Elena Rita, Franquet Gustavo Alberto, Frattasi Generosa, Frega Juan Antonio, Fuks Miguel, Galan Juan Carlos, Gallo Aldo Norberto, Gandara Castroman Elba Lucía, García Gabriel Alberto, Garín Dora Beatriz, Gasparini Nelo Antonio, Gemetro Luis María, Gersberg de Díaz Salazar Esther, Gimbini Claudio, Gleyser Raymundo, Goldín Javier Gustavo, Goldin Rodolfo, Guagnini Diego Julio, Gualdi Roberto Luis, Guarido Paulino Alberto, Guidot Oscar Roger Mario, Hochman Abraham, Iglesias Espasadin Estrella, Iglesias Raul Alberto, Jatib Graciela Perla, Juarez Celman Gabriela, Kanje Nieves Marta, Käsemann Elizabeth, Kiernan Eduardo Jorge, Kriado Maria Celia, Kriscautzky Ruben Bernardo, Lorusso Guillermo Alberto, Lovazzano Mirta, Luciani Hugo Norberto, Luciani Hugo Pascual, Lutman Claudio, Machado Darío Emilio, Magliaro Ana Lía Delfina, Marotta Gabriel Oscar, Marquez Sayago Irma Beatriz, Martínez de González María Luisa, Martire Juan Carlos, Martul Federico Julio, Mattión Hugo Manuel, Micflik Saul, Michia María Cristina, Miguez Pablo Antonio, Montero Jorge Rodolfo, Moralli Guillermo Enrique, Moreno Graciela, Naftal Alejandra, Navarro Cristina María, Niro Claudio, Oesterheld Héctor German, Olalla de Labra Daniel Horacio, Olalla de Labra Marcelo, Oviedo de Ciuffo Catalina Juliana, Paniagua Juan Carlos, Pargas de Camps María Rosa, Peña Alfredo Eduardo, Pérez de Micflik María Angélica, Pérez Emérito Darío, Pérez Luis, Beatriz Perosio, Piñeiro Mónica Haydee, Piñoñ Arnaldo Jorge, Poltarak Mauricio Alberto, Portillo José, Potenza Antonio Angel, Quiroga José Valeriano, Reyes Maria Susana, Russo Hugo Horacio, Russo Osvaldo Luis, Sagroy Mario, Saladino Silvia Irene, Sameck Pablo Martinez, Scarfia Osvaldo Alberto, Scimia Cayetano Luciano, Semán Elías, Serra Villar Marisa Elida, Sipes Marta Liliana, Smith Alfredo Eugenio, Soler Guinar Juan Marcelo, Stein Osvaldo, Szerszewiz Ernesto, Taramasco Enrique Horacio, Taranto de Altamiranda Rosa Lujan, Thanhauser Juan Miguel, Trotta María Teresa, Vaisman Hugo, Vanodio Julio, Varrin Enrique Jorge, Vazquez de Lutzky Cecilia, Vazquez Ines, Vazquez Martin, Velazquez Rosano Juan Enrique, Vivas Horacio Ramiro, Voloch Victor, Waen Laura Isabel, Washington Martinez Virgilio, Watts Jorge Federico, Weinstein Mauricio Fabián, Wejchenberg Ricardo Daniel, Zaidman Samuel Leonardo y Zanzi Vigoroux Rolando Alberto.

## Condenas
El 14 de julio de 2011, el Tribunal Oral en lo Criminal Federal 4 dictó las condenas.
- Héctor Humberto Gamen, prisión perpetua, inhabilitación absoluta y perpetua.

- Hugo Idelbrando Pascarelli, prisión perpetua, inhabilitación absoluta y perpetua.

- Ramón Antonio Erlán, veinte años y seis meses de prisión, inhabilitación absoluta y perpetua.

- José Néstor Maidana, veintidós años y seis meses de prisión, inhabilitación absoluta y perpetua.

- Roberto Carlos Zeoliti, dieciocho años y seis meses de prisión, inhabilitación absoluta y perpetua.

- Diego Salvador Chemes, veintiún años y seis meses de prisión, inhabilitación absoluta y perpetua.

- Ricardo Néstor Martínez, veinte años y seis meses de prisión, inhabilitación absoluta y perpetua.